# Tomales Bay State Park

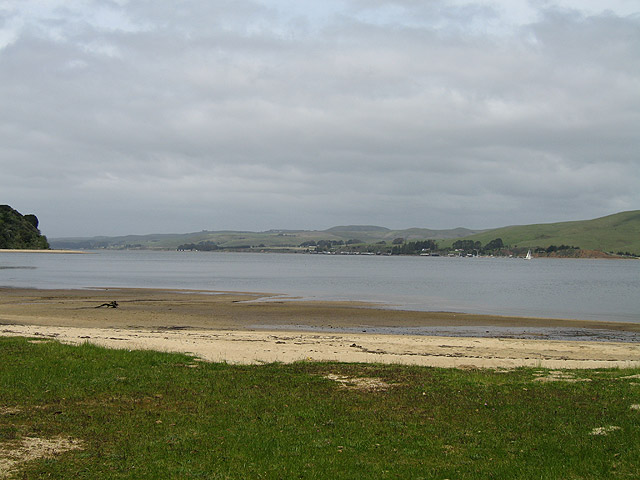
Tomales Bay vanop de Heart's Desire Beach in het staatspark.

Het Tomales Bay State Park is een staatspark van de Amerikaanse staat Californië. Het bestaat uit verschillende delen op beide oevers van de Tomales Bay in Marin County, zo'n 65 kilometer ten noorden van San Francisco. Het deel op de westoever ligt op het Point Reyes-schiereiland en grenst aan de Point Reyes National Seashore.
Toeristische faciliteiten in het staatspark zijn minimaal. Er zijn vier stranden op de westelijke oever, waarvan er slechts één met de auto bereikbaar is. De andere zijn bereikbaar via wandelpaden of met een boot. Het meest bereikbare strand, Heart's Desire Beach, beschikt over twee parkeerterreinen, een picknickweide en openbare toiletten. Indian Beach heeft dan weer twee gereconstrueerde hutten van de Coast Miwok-indianen. Op de oostelijke oever zijn de enige faciliteiten een picknickplaats met openbare toiletten aan Millerton Point.